# Torpex
Torpex (Torpedo Explosive) – materiał wybuchowy opracowany w okresie II wojny światowej o mocy wybuchowej około 50% większej niż trotyl, skład chemiczny torpeksu to 50% RDX (heksogen), 40% TNT (trotyl) i 10% glinu.